# Jutlandicoccus perfectus
Jutlandicoccus perfectus är en insektsart som beskrevs av Koteja 1988. Jutlandicoccus perfectus ingår i släktet Jutlandicoccus och familjen filtsköldlöss.
Artens utbredningsområde är Danmark. Inga underarter finns listade i Catalogue of Life.